# 카페 6
《카페 6》(六弄咖啡館)은 2016년 공개된 타이완의 로맨스 영화이다. 우쯔윈(필명 텅징수)의 동명 소설을 원작으로 우쯔윈이 직접 감독으로서 연출하고 각색했다. 둥쯔젠, 응안쵝링, 린보훙, 어우양니니가 출연한다.

## 줄거리
비가 내리는 밤, 미스 렁은 남자친구와 다투고 나서 야근 후 집에 가려던 차에 차가 고장 난다. 비를 피할 곳을 찾던 중 그녀는 길에서 우연히 만난 수염 난 남자를 따라 '6번가'가 아닌 '6번가 카페'라는 곳으로 향한다. 카페 주인은 씁쓸한 카푸치노를 내어주며 1996년 여름에 있었던 이야기를 시작한다. (카페 주인 역을 맡은 다이리런의 정치적 성향 논란으로 중국 본토에서는 이 부분이 삭제되었다.)
이야기는 고등학생 시절로 거슬러 올라간다. 관민록(샤오루)은 절친 소백지와 함께 지낸다. 샤오루는 같은 반 친구 이심예(샤오루이)를 짝사랑하지만, 그녀의 곁에는 항상 채심이 있고, 샤오루를 좋아하는 친구 쑹이런도 있다. 같은 반이지만 샤오루와 샤오루이 사이에는 좁혀지지 않는 거리가 존재한다. 이들은 사랑을 시작할 수 있을까? 그리고 고등학교 졸업 후 겪게 될 장거리 연애는 지금처럼 서로 떨어지지 않고 함께할 수 있을 만큼 그들의 마음을 지켜줄 수 있을까?

## 출연
- 둥쯔젠 - 관민록 역
- 응안쵝링 - 이심예 역
- 린보훙 - 소백지 역
- 어우양니니 - 채심 역
- 장사오화이 - 교직원, 피자집 직원, 펫숍 직원
- 훙두라쓰 - 소백지네 아빠
- 다이뤄메이 - 소백지네 엄마
- 황덩후이 - 깡패
- 황쯔자오 - 선생님
- 우즈칭, 샹자오 - 대학생
- 장사오이 - 관민록 엄마
- 다이리런 - 커피숍 점주
- 장룽룽 - 미스 렁